# 광양항
광양항(光陽港)은 대한민국 전라남도 광양시 황길동, 도이동에 있는 무역항이다. 여수시 북부에 위치한 항구 (옛 삼일항)도 법적으로 광양항의 일부이다. 여수항과 광양항의 개발과 운영을 위해 2011년 8월 19일 광양항 내 마린센터를 마련하고, 여수광양항만공사가 정식으로 출범하였다.

여수광양항만공사는 지난해 전국 4대 항만 가운데 광양항의 체선율은 5.17%로 울산항 3.8%, 인천항 1.4%, 부산항 0.26%에 비해 가장 높다고 밝혔다.

## 개요
광양항은 항내 수면적이 145.19km2로, 총 97개 선석, 컨테이너선, 유조선, 산물선, 케미컬선, LNG선 등 연간 4만 3천여척, 하루 평균 118척이 입출항하며 연간 약 2억 톤 이상의 물동량을 처리할 수 있다.  2009년을 기준으로
일반 화물의 물동량은 부산항에 이어 국내 2위를 차지하고 있다.

## 입지 조건
북미와 유럽을 연결하는 아시아 간선항로상에 위치하여 물류 거점 항만으로서 최적의 물류 비즈니스 환경을 구비하고 있다.
- 포스코 광양제철소, 여수석유화학단지, 광양 컨테이너 부두가 입지의 근간
- 주변 자연환경의 자연 방파제 역할로 연중 360일 이상 하역 작업 가능
- 최대 30만 톤급 선박의 상시 입.출항이 가능한 깊은 자연 수로
- 대형 컨테이너선의 접안이 가능한 수심 16m 확보